# Хардин (Колумбия)
Эль-Хардин (исп. El Jardín), или просто Хардин — город и муниципалитет на юге колумбийского департамента Антьокия. Входит в состав субрегиона Юго-западная Антьокия. Название города переводится с испанского как «сад».

## История
Поселение, из которого позднее вырос город, было основано 23 мая 1863 года. Муниципалитет Хардин был выделен в отдельную административную единицу в 1882 году.

## Географическое положение
Город расположен в юго-западной части департамента, в гористой местности Западной Кордильеры, на расстоянии приблизительно 70 километров к юго-юго-западу (SSW) от Медельина, административного центра департамента. Абсолютная высота — 1816 метров над уровнем моря.

Муниципалитет Хардин граничит на севере с муниципалитетами Андес, Херико и Тамесис, на западе — с муниципалитетом Андес, на востоке — с муниципалитетом Тамесис, на юго-западе — с территорией департамента Рисаральда, на юго-востоке — с территорией департамента Кальдас. Площадь муниципалитета составляет 224 км².

## Население
По данным Национального административного департамента статистики Колумбии, совокупная численность населения города и муниципалитета в 2012 году составляла 13 971 человека.
Динамика численности населения муниципалитета по годам:
| 2005   | 2006   | 2007   | 2008   | 2009   | 2010   | 2011   | 2012   |
| ------ | ------ | ------ | ------ | ------ | ------ | ------ | ------ |
| 14 433 | 14 343 | 14 292 | 14 226 | 14 177 | 14 107 | 14 043 | 13 971 |

Согласно данным переписи 2005 года мужчины составляли 50,3 % от населения Хардина, женщины — соответственно 49,7 %. В расовом отношении белые и метисы составляли 89,3 % от населения города; индейцы — 10 %; негры, мулаты и райсальцы — 0,7 %.
Уровень грамотности среди всего населения составлял 88,4 %.

## Экономика
В начале XXI века основу экономики Хардина составляло сельскохозяйственное производство. По данным 2005 года 42,7 % от общего числа городских и муниципальных предприятий составляли предприятия торговой сферы, 36,9 % — предприятия сферы обслуживания, 16,6 % — промышленные предприятия, 3,8 % — предприятия иных отраслей экономики. 
Живописное расположение, обилие яркой растительности и нетронутая историческая застройка позволили Хардину превратиться в первые десятилетия XXI века в основной туристический центр в окрестностях Медельина. Здесь в 4 раза больше гостиниц, чем в среднем характерно для городов региона. В 2007 году были открыты две канатные дороги. Основную массу туристов составляют латиноамериканцы, которых влекут сюда не только природные достопримечательности, но и неоготический храм Непорочного Зачатия (1919-40), удостоенный в 2003 году статуса малой базилики.